# ويسلي دوغلاس
ويسلي دوغلاس (23 يونيو 1993 في البرازيل - ) هو لاعب كرة قدم برازيلي في مركز الدفاع. لعب مع نادي سانتوس ونادي إيكاسا ونادي تومبينس.

## وصلات خارجية
- ويسلي دوغلاس على موقع Soccerway.com (الإنجليزية)